# 큰뿔사슴
큰뿔사슴(학명: Megaloceros giganteus) 은 사슴과 큰뿔사슴속에 속하는 멸종된 동물이다. 생물 진화의 역사에서 가장 덩치가 큰 사슴으로 플라이스토세 후기에 유라시아 대륙 전역에 퍼져 살았다. 화석이 발견되는 지역은 동으로는 바이칼 호수 동안에서부터 서로는 아일랜드까지 이른다. 큰뿔사슴의 멸종은 지질학적으로 보아 매우 최근에 일어났다. 발견된 화석 가운데에는 방사성 탄소 연대 측정법으로 측정하였을 때 약 7,700년 전 무렵에 살았던 것도 있다.
큰뿔사슴의 화석이 처음 발견된 곳은 아일랜드이고, 지금까지 발견된 화석들의 대부분도 아일랜드의 늪에서 발굴된 것이다. 이때문에 영어권에서는 큰뿔사슴을 아일랜드 엘크(영어: Irish Elk)라고 부르기도 한다. 그리고 큰 뿔을 갖고 있어 겉모습이 비슷한 말코손바닥사슴은 큰뿔사슴의 조상이다.

## 특징

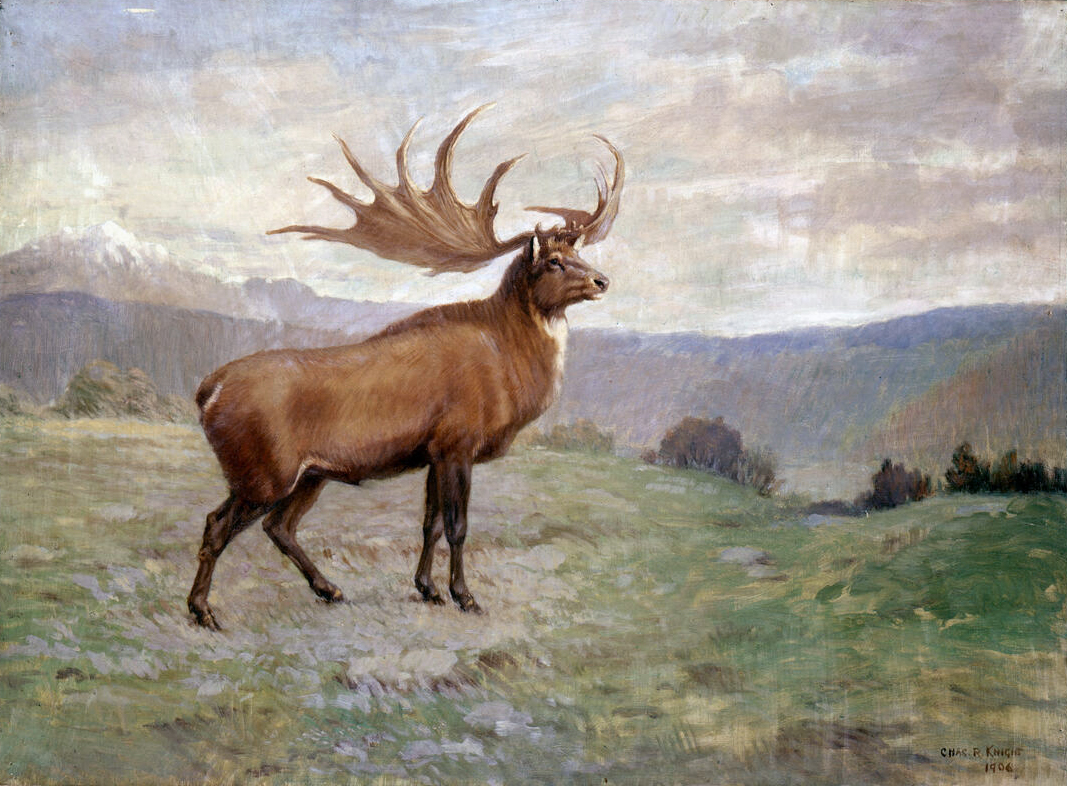
찰스 로버트 나이트의 복원도

큰뿔사슴은 약 40만년전 등장하였다. 큰뿔사슴은 플라이스토세에 살았던 선조큰뿔사슴(Megaloceros antecedens, 또는 Megaloceros giganteus antecedens)에서 진화한 것으로 추정된다. 큰뿔사슴은 어깨까지의 높이가 2.1 m이고, 뿔 끝에서 끝사이의 거리는 큰 것의 경우 3.65 m이었다. 뿔의 무게만 40 kg에 달하였는데 이는 사슴과의 여러 속들로 이루어진 분류군 가운데 가장 큰 것이다. 큰뿔사슴의 전체 몸무게는 보통 540-600 kg이었으리라고 여겨지며, 큰 것의 경우는 700 kg 까지도 나갔을 것이라 생각되고 있다. 지금까지 발견된 화석 중 가장 큰 것은 더블린의 자연사 박물관에 전시되어 있다.
오늘날 현존하는 사슴들 가운데 큰뿔사슴과 생물학적 친연관계가 있는 것은 없다.

## 뿔 크기의 진화

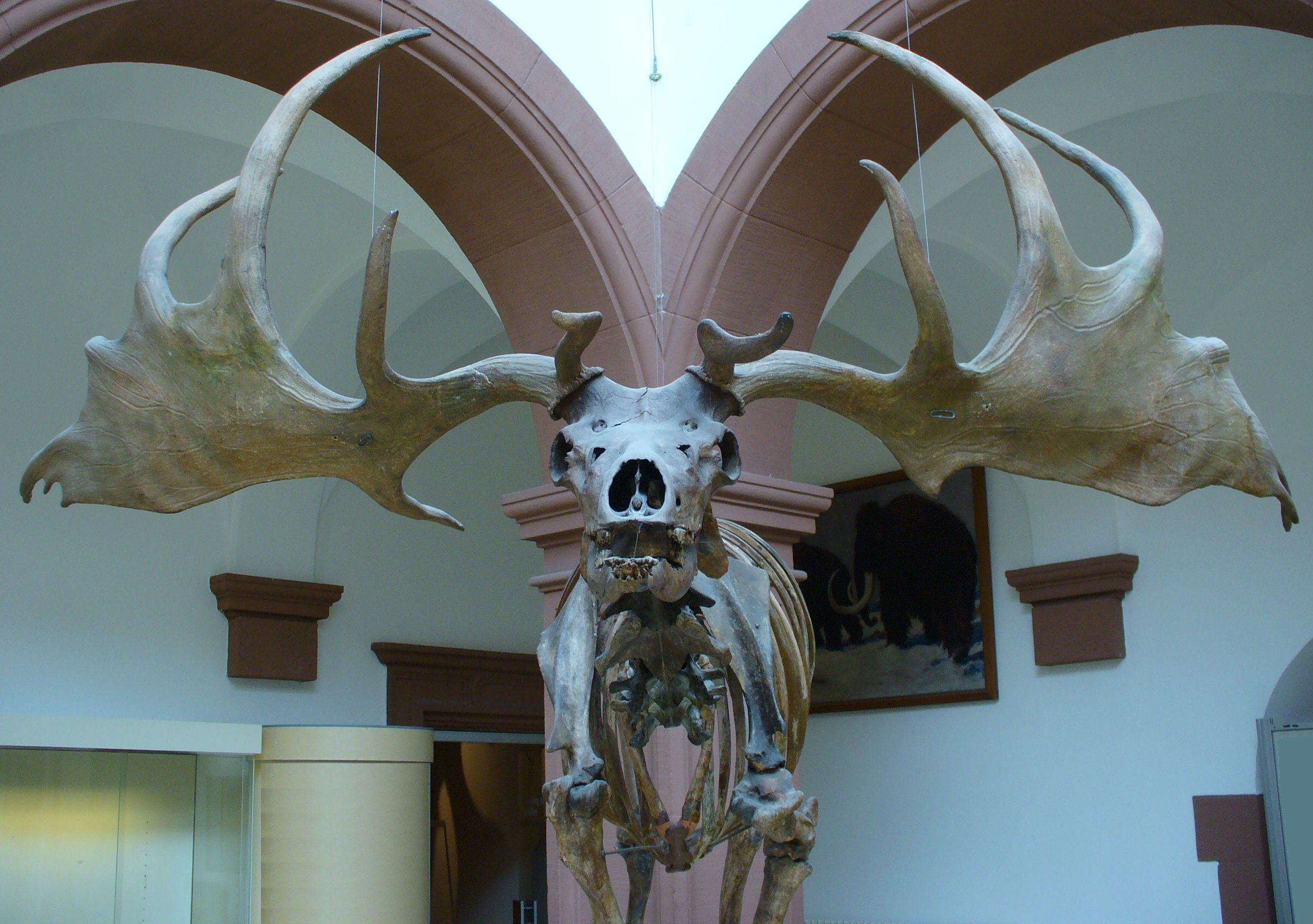
메갈로케로스 기간테우스의 화석

큰뿔사슴의 뿔은 여느 다른 사슴들의 것과 마찬가지로 해마다 떨어지고 다시 자랐다. 큰뿔사슴의 뿔 크기가 이렇게 커진 진화 요인으로는 여러 가지 설명이 있어왔는데, 미국의 고생물학자이자 진화학자인 스티븐 제이 굴드는 몸집이 커지면서 뿔 역시 자연스럽게 커졌다는 점과 성선택을 진화 요인으로 꼽았다.